# صموئيل سفيان
صموئيل سفيان (بالإنجليزية: Samuel Sevian) نابغة شطرنج أمريكي من مواليد 26 ديسمبر 2000 ولد في كورنينج، نيويورك. وهو يحمل الرقم القياسي لاصغر غراند ماستر في الولايات المتحدة الأمريكية في سن 13 عاما و 10 أشهر و 27 يوما.

## روابط خارجية
- صموئيل سفيان على موقع الاتحاد الدولي للشطرنج (الإنجليزية)
- صموئيل سفيان على موقع مباريات الشطرنج (الإنجليزية)
- صموئيل سفيان على موقع 365Chess.com (الإنجليزية)
- صموئيل سفيان على موقع Chesstempo.com (الإنجليزية)
- صموئيل سفيان على موقع الاتحاد الأمريكي للشطرنج (الإنجليزية)
- 8 year old expert from susanpolgar.blogspot.com
- The United States Chess Federation Top Aged 9 from uschess.org
- Chess rating history for SAMUEL SEVIAN from kebuchess.com
- The USCF Title System
- Kraft، Scott (5 مايو 2011)، "At age 10, chess master is already an old pro"، لوس أنجلوس تايمز، مؤرشف من الأصل في 2019-12-09